# Льодовик Кангшунг

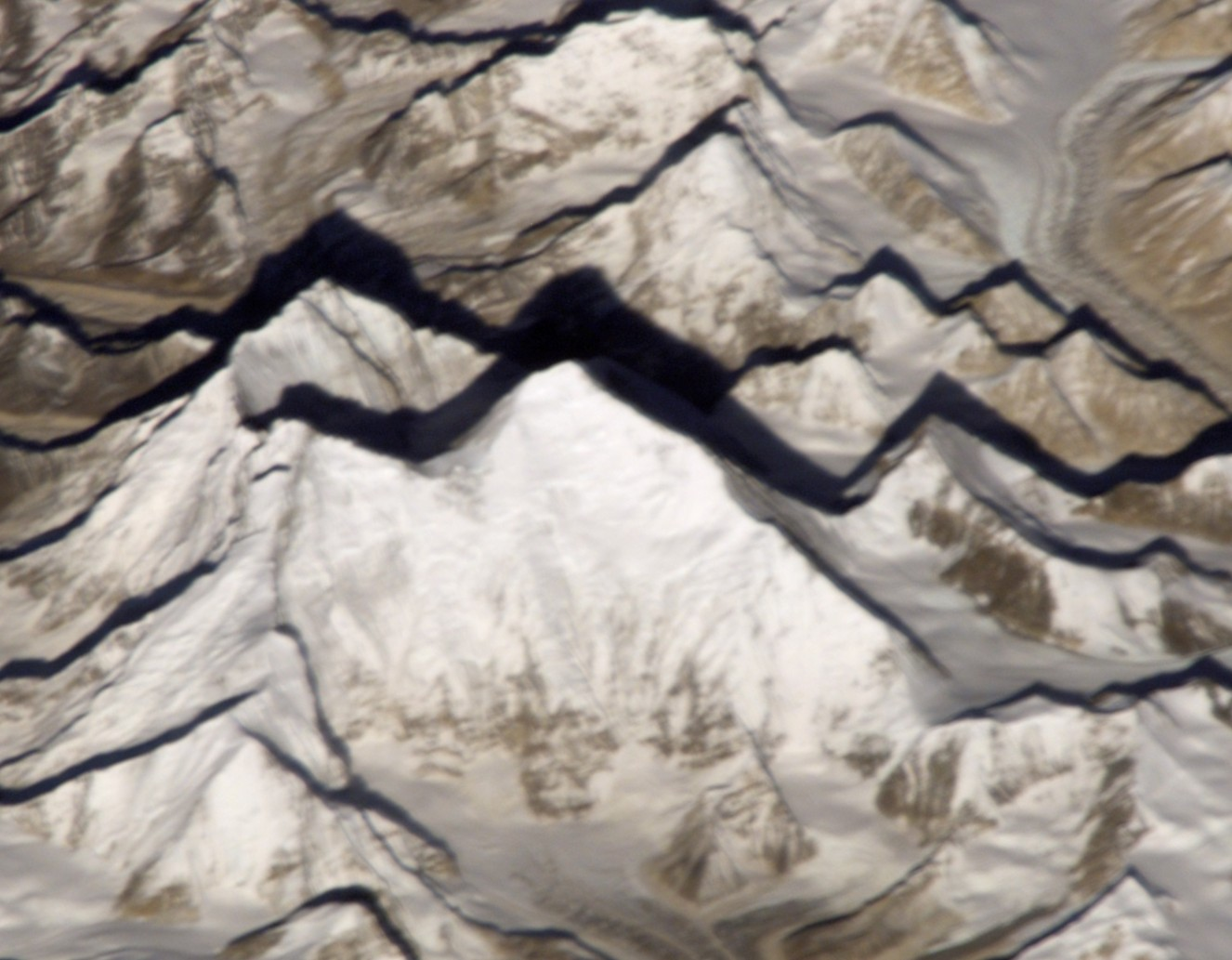
Східний схил (стіна Кангшунг) гори Джомолунгма (по центру) і гори Лхоцзе (ліворуч). Льодовик Кангшунг — на передньому плані.

27°59′10″ пн. ш. 87°2′49″ сх. д. / 27.98611° пн. ш. 87.04694° сх. д.
Кангшунг — льодовик біля підніжжя східного схилу гори Джомолунгма, один з трьох основних льодовиків на схилах вершини (інші два — Хумбу і Ронгбук). Розташований в окрузі Шигацзе Тибетського автономного району КНР.
Спільний східний схил гір Джомолунгма і Лхоцзе називається стіна Кангшунг. Живлячись з цього схилу, льодовик Кангшунг тече через однойменну долину у східному напрямі. Швидкість руху — до 40 м/рік. Льодовик живить річку Кама, яка, як і річка Ронгбук, є притокою річки Арун (притока Косі).
На південь від льодовика і на схід від Лхоцзе розташований масив Макалу (8463 м) з піками Макалу II (7678 м) і Чомо Лонзо (7818 м), що закривають вид з льодовика на основні вершини масиву. По масиву проходить кордон між Китаєм і Непалом.
Східний бік Джомолунгми є найменш доступним і освоєним з усіх схилів вершини. Базовий табір на льодовику Ронгбук доступний для позашляховиків, до південного схилу найвищої вершини світу можна дістатися, зупиняючись в притулках для ночівель, а до льодовика Кангшунг можна добратися тільки вчинивши багатоденний похід, який включає перехід через перевал.